# Peter Sinclair (père)
Pour les articles homonymes, voir Peter Sinclair et Sinclair.
Peter Sinclair (18 novembre 1819-9 octobre 1906) est un homme politique canadien de l'Île-du-Prince-Édouard. Il est député fédéral libéral de la circonscription prince-édouardienne de Queen's de 1873 à 1878,.
Il est également député provincial libéral la circonscription de 1er Queens de 1867 à 1873 et de 1882 à 1900.

## Biographie
Né à Glendaruel (en) dans l'Argyll en Écosse, Sinclair  arrive au Canada en 1840 en s'installant dans le comté de Queens sur l'Île-du-Prince-Édouard.
Candidat défait pour un poste à l'Assemblée législative de l'Île-du-Prince-Édouard en 1858, Sinclair est élu en 1876. Ne conservant pas son poste en 1873, il sert comme chef du conseil exécutif de 1872 à 1873. Ensuite il redevient député provincial en 1882 à 1890 et siège au cabinet à titre de ministre sans portefeuille de 1891 à 1898.

## Famille
Ses fils, Peter et John Ewen, servent également comme député fédéral de Queen's.